# جيوفاني مارتيني
جيوفاني مارتيني (بالإنجليزية: Giovanni Battista Martini)‏ (و. 1706 – 1784 م) هو ملحن، وعالم موسيقى، ومنظر موسيقى، ومعلم موسيقى، وعازف بيانو، ومؤرخ، ولد في بولونيا، توفي في بولونيا، عن عمر يناهز 78 عاماً.

## روابط خارجية
- جيوفاني مارتيني على موقع الموسوعة البريطانية (الإنجليزية)
- جيوفاني مارتيني على موقع ميوزك برينز (الإنجليزية)
- جيوفاني مارتيني على موقع ديسكوغز (الإنجليزية)